# Суходол (община Демир Хисар)
Вижте пояснителната страница за други значения на Суходол.
Суходол (на македонска литературна норма: Суводол) е село в западната част на Северна Македония, община Демир Хисар.

## География
Селото е разположено на 670 m надморска височина в югоизточния дял на община Демир Хисар, южно от общинския град Демир Хисар, по десния бряг на река Черна. Землището на селото е 11 km2. Край селото е разположен Суходолският манастир „Света Богородица“. Селото има обща гробищна църква „Св. св. Константин и Елена“ (1931) с разположеното на изток село Кутретино, с което на практика се е сляло. В селото има и джамия.

## История
През 90-те години на XIX век Васил Кънчов отбелязва, че Сухи дол е чифлик с 10 къщи. Според статистиката на Кънчов („Македония. Етнография и статистика“) от 1900 г. Суходолъ е изцяло албанско село с население от 120 жители, всички мохамедани.
На Етнографската карта на Битолския вилает на Картографския институт в София от 1901 година Турски Суходол е чисто албанско село в Битолската каза на Битолския санджак със 100 къщи.
По данни на секретаря на екзархията Димитър Мишев („La Macédoine et sa Population Chrétienne“) в 1905 година в Суходол има 60 жители албанци.
Селото е средно голямо и в 1961 година има 448 жители, от които 371 македонци и 36 турци и албанци, през 1994 година има 426 жители, от тях 385 македонци, 20 турци и 18 албанци, а според преброяването от 2002 година селото има 415 жители.
| Националност | Всичко |
| македонци    | 369    |
| албанци      | 31     |
| турци        | 0      |
| роми         | 0      |
| власи        | 0      |
| сърби        | 0      |
| бошняци      | 0      |
| други        | 15     |